# Tal (España)
Tal (llamada oficialmente Santiago de Tal) es una parroquia española del municipio de Muros, en la provincia de La Coruña, Galicia.

## Entidades de población
Entidades de población que forman parte de la parroquia:
- Tal de Abaixo
- Tal de Arriba
- Area Longa
- Cabanas
- O Campo
- As Cambadas
- A Chabola
- Parede Nova
- A Parediña
- Reimundes
- Santa Cataliña

## Demografía
| Gráfica de evolución demográfica de Tal entre 2000 y 2018 |
|                                                           |
| Datos según el nomenclátor publicado por el INE.          |